# Виктор Коноваленко
Виктор Сергејевич Коноваленко (рус. Виктор Сергеевич Коноваленко; Горки, 11. март 1938 − Нижњи Новгород, 20. фебруар 1996) био је совјетски и руски хокејаш на леду који је током играчке каријере играо на позицијама голмана. Заслужни је мајстор спорта Совјетског Савеза од 1963. и члан Хокејашке куће славних ИИХФ-а од 2007. године. Вишеструки је олимпијски, светски и европски првак са селекцијом Совјетског Савеза.

## Играчка каријера
Целокупну играчку каријеру која је трајала од 1956. до 1972. провео је у екипи Торпеда из свог родног Нижњег Новгорода. У совјетском првенству одиграо је око 450 утакмица, а највећи успех у клупској каријери остварио је 1961. када је екипа Торпеда заузела друго место у националном првенству. Чак седам сезона у првенству је уврштаван у идеалну поставу првенства, а у сезони 1969/70. проглашен је за најбољег совјетског хокејаша.
За сениорску репрезентацију Совјетског Савеза дебитовао је на светском првенству 1961. на ком је совјетски тим освојио бронзану медаљу. Од те 1961. када је на голу наследио Николаја Пучкова, био је стандарди голман совјетске репрезентације све до 1971. године када га је заменио Владислав Третјак. Са репрезентацијом је освојио две титуле олимпијског победника (на ЗОИ 1964. и ЗОИ 1968) и чак осам титула светског првака. На светским првенствима и олимпијским играма одиграо је укупно 54 утакмице, док је за репрезентацију током 11 сезона одиграо укупно 118 утакмица.
По окончању играчке каријере радио је као тренер млађих голмана у Торпеду, а потом је постао и директор Торпедовог спортског центра, дворане која је после његове смрти понела његово име. Један булевар у Нижњем Новгороду носи његово име.